# Sergei Grichaiev
Sergei Grichaiev (en russe : Сергей Эдуардович Гришаев), né le 12 novembre 1961, à Nevelsk, en République socialiste fédérative soviétique de Russie, est un ancien joueur et entraîneur soviétique et russe de basket-ball. Il évolue durant sa carrière au poste de pivot. 

## Palmarès
- Finaliste du championnat du monde 1986